# Porphyrinia bulla
Porphyrinia bulla là một loài bướm đêm trong họ Noctuidae.